# Traité constitutif de l'Union des nations sud-américaines
 (mai 2018).
Si vous disposez d'ouvrages ou d'articles de référence ou si vous connaissez des sites web de qualité traitant du thème abordé ici, merci de compléter l'article en donnant les références utiles à sa vérifiabilité et en les liant à la section « Notes et références ».

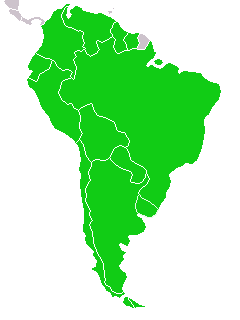
Les douze signataires du traité de l'UNASUR.

Le traité constitutif de l'Union des nations sud-américaines (UNASUR), organisation intergouvernementale rassemblant douze États d'Amérique du Sud,  a été signé le 23 mai 2008 au Brésil lors du troisième sommet des chefs d'État d'Amérique du Sud,.